# Hagfors-Gustav Adolfs församling
Hagfors-Gustav Adolfs församling är en församling i Norra Värmlands kontrakt i Karlstads stift. Församlingen ligger i Hagfors kommun i Värmlands län och ingår i Hagfors pastorat.

## Administrativ historik
Församlingen bildades 2006 genom sammanslagning av Gustav Adolfs och Hagfors församlingar och utgjorde därefter till 1 januari 2016 ett eget pastorat, och ingår därefter i Hagfors pastorat.

## Kyrkor
- Hagfors kyrka
- Gustav Adolfs kyrka